# Isla Ratón
Isla Ratón es un pueblo, capital del municipio del Municipio Autana, Estado Amazonas, Venezuela. Es además una isla fluvial de 40 km² ubicada en el curso del río Orinoco justo al lado del municipio de Puerto Carreño en el Departamento de Vichada en la República de Colombia.  
Con una población de 9612 habitantes, según el censo del año 2023, es el cuarto municipio más habitado después de Atures. El pueblo se llama Ratón del Carmen y tiene alcaldía, prefectura, medicatura rural, malariología, casas culturales, plazas, canchas, iglesia, escuelas, liceos, mercados y comercios. Se encuentra en las coordenadas 5°07′52″N 67°48′38″O / 5.13111, -67.81056

## Historia
Fundada en el año 1943 por Pedro Loroima y otros acompañantes, en una zona del Estado Amazonas caracterizada por su aislamiento y bajo número de habitantes. En sus inicios, la comunidad contaba con una población reducida y condiciones de acceso limitadas. 
Con el paso del tiempo, el asentamiento fue consolidándose hasta convertirse en un pueblo habitado y transitable, desempeñando un papel relevante como vínculo territorial entre distintos municipios del estado, gracias a su ubicación estratégica a orillas del río Orinoco.

## Cultura
Está integrado por pueblos multiétnicos como los curripacos, piaroa, criollos, jivi entre otros.

## Galería

Bandera de la Isla Ratón
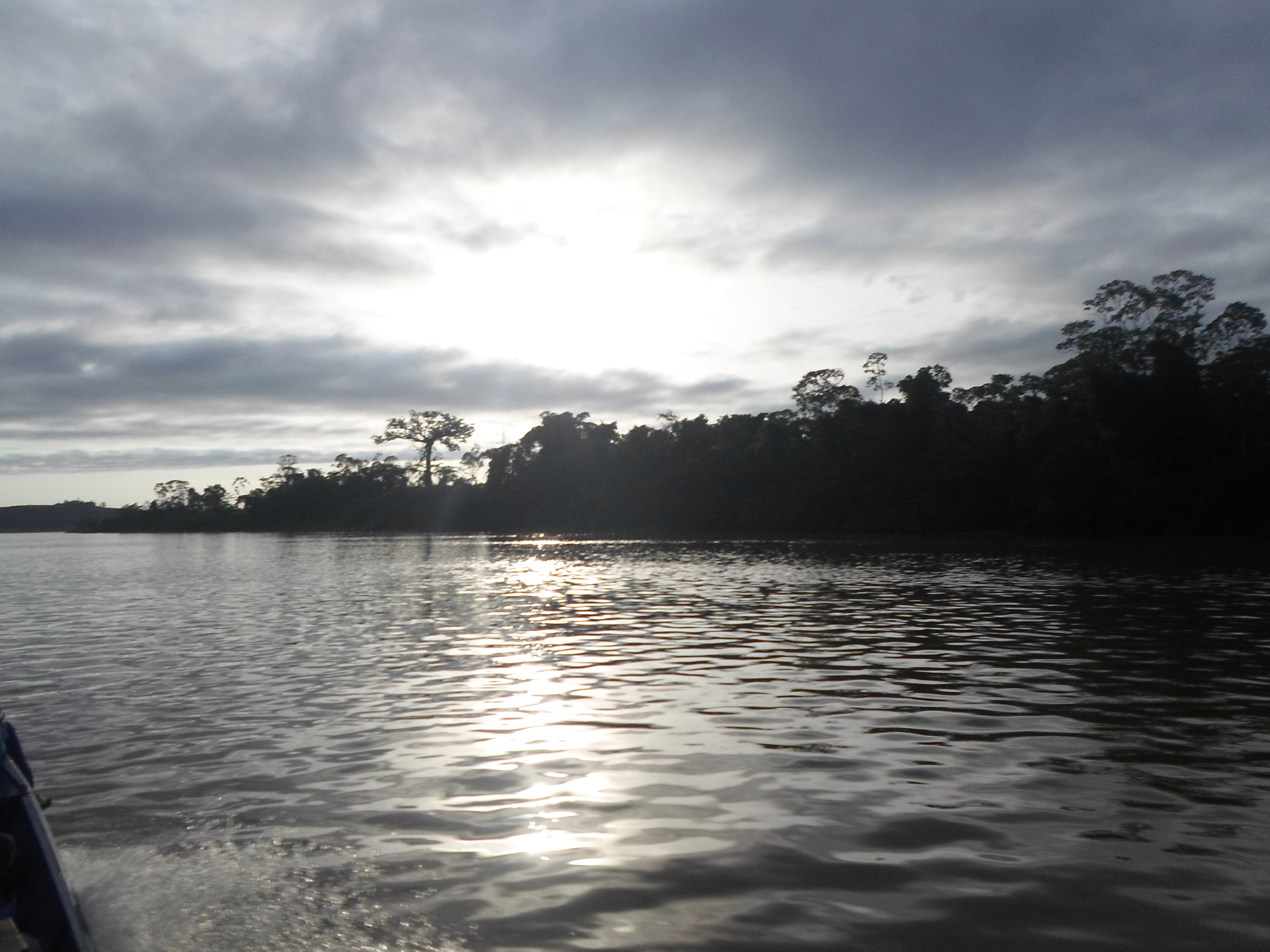
Una de las vistas desde la isla

- Datos: Q683553